# Tate Smith
Tate Aaron Smith (Sydney, 19 novembre 1981) è un canoista australiano.
Ha vinto la medaglia d'oro olimpica nella canoa alle Olimpiadi 2012 di Londra, in particolare nella gara di K4 1000 metri maschile.
Ha vinto una medaglia d'argento ai campionati mondiali del 2011 e una di bronzo ai mondiali del 2013, in entrambi i casi nel K4 1000 metri.